# Кадъкьой (вилает Родосто)
Вижте пояснителната страница за други значения на Кадъкьой.
Кадъкьой (на турски: Kadiköy) е село в Източна Тракия, Турция, Вилает Родосто. „Кадъгебран“ (Това е комбинация от думите кади и гяур), както са го наричали по османско време.

## География
Селото се намира на 6 километра западно от Малгара.

## История
В XIX век Кадъкьой е българско село в Малгарска кааза в Одринския вилает на Османската империя. Според „Етнография на вилаетите Адрианопол, Монастир и Салоника“, издадена в Константинопол в 1878 година и отразяваща статистиката на населението от 1873 година, Кадъкьой (Kadi-keui) има 22 домакинства и 100 жители българи.
Според статистиката на професор Любомир Милетич в 1912 година в селото живеят 42 български екзархийски семейства или 202 души.
Българското население на Кадъкьой се изселва след Междусъюзническата война в 1913 година. От тях 8 семейства (54 души) се заселват в Ямболска околия.